# ليز أندرسون
ليز أندرسون (بالإنجليزية: Liz Anderson) (13 يناير 1927 – 31 أكتوبر 2011) هي مغنية وكاتبة أغاني كانتري أمريكية، وكانت ضمن جيل جديد من المغنيات من خلال الستينيات من القرن الماضي كن يكتبن ويسجلن أغانيهن الخاصة بشكل منتظم.
حصلت أندرسون على ترشيحين لجائزة جرامي في عام 1967، أحدهما عن «أفضل أداء صوتي لمغنية كانتري» عن أغنيتها "Mama Spank"، والآخر عن «أفضل فريق كانتري صوتي» عن أغنية "The Game of Triangles" مع بوبي بير ونورما جين.
كما ألفت ليز أندرسون العديد من الأغاني المبكرة لابنتها، لين أندرسون،  والتي بدأت مسيرتها الغنائية بعد أقل من عام من بداية أمها. كتبت عدة أغاني لفنانين بارزين آخرين مثل ميرل هاغارد الذي حقق أولى نجاحاته بأغنيتين من أغاني أندرسون.

## السيرة
ولدت إليزابيث جين هابي في بلدة روسو في مينيسوتا، التي تقع على مقربة من الحدود الكندية، في يوم 13 يناير 1927، أو في 13 مارس 1930، وكانت تعزف الماندولين في طفولتها، كما غنت في كنيسة البلدة. انتقلت العائلة غربًا إلى غراند فوركس في نورث داكوتا وهي بعمر 13 عاما. تزوجت ليز في سن السادسة عشرة من كيسي أندرسون ثم أنجبت ابنتها لين بعد ذلك بعام. درست في كلية ريدوود سيتي للأعمال في ريدوود سيتي، كاليفورنيا، وعملت كسكرتيرة.

## مسيرتها
في عام 1957، انتقلت العائلة إلى ساكرامنتو في كاليفورنيا. كانت شعبية موسيقى الكانتري محدودة في كاليفورنيا وقتها، وبدأت بكتابة الأغاني. كان كايسي عضواً في جماعة المأمور، وشارك في الاحتفال المئوي لخدمة بوني إكسبرس البريدية. أقنع كيسي زوجته بكتابة أغنية على شرف المهرجان، وأصبحت الأغنية الرسمية له.
بدأت أندرسون بنشر أغنياتها وتكوين صداقات داخل مجتمع موسيقى الكانتري المزدهر في بيكرسفيلد في أوائل الستينيات. ومن بين نجاحاتها الأولى كانت "Be Quiet Mind" التي غناها ديل ريفز، و"Pick of the Week" التي غناها روي دراسكي. في عام 1965، سجل ميرل هاغارد أغنيتها "All My Friends Are Gonna Be Strangers". فازت بجائزة BMI عن الأغنية. نشرت أندرسون أكثر من 260 أغنية خلال حياتها وحصلت على خمس جوائز BMI. كتبت أندرسون أيضًا أغنية "Guess My Eyes Were Bigger Than My Heart" التي كانت أولى نجاحات كونواي تويتي في مجال الكانتري.
جذبت أندرسون انتباه المنتج تشيت أتكينز الذي وقّع معها على علامة آر سي أيه فيكتور في عام 1965. كانت تبلغ من العمر أربعين عامًا وقتها، فتم تخفيض سنة ميلادها قليلاً إلى عام 1930. حققت أندرسون نجاحا بأغنية "Game of Triangles"، بالاشتراك مع بوبي بير ونورما جين. كما حققت النجاح أيضا في أبريل 1967 بأغنيتها المنفردة "Mama Spank". ونالت عن أغنيتين ترشحين لجائزة غرامي. آخر أغنية لها تصل الأربعين الأوائل كانت "Husband Hunting" عام 1970.
بدأت ابنتها، لين أندرسون، مسيرتها الغنائية في نفس الوقت تقريبًا. كتبت ليز عددًا من النجاحات الأولى لابنتها. واشتركتا معا في ثنائي بعنوان "Mother May I" في عام 1968، وظهرا معًا في حلقة عيد الأم من برنامج لورنس ويلك في شهر مايو.

## السنوات اللاحقة
في عام 1971، انتقلت ليز إلى إبك ريكوردز، وأصدرت عدة أغاني من إنتاج صهرها آنذاك غلين سوتون، ولكنها لم تتعد المركز الستين على قائمة أغاني الكانتري. في عام 1974، أصدرت أغنية تأليفها في موسم عيد الميلاد، وهي "Christopher the Christmas Seal" على علامة صغيرة تدعى هوبي هورس ريكوردز.
لم تسجل أندرسون مرة أخرى إلى أن أصدرت أغنية منفردة على علامة سكوربيون ريكوردز في عام 1978 والتي لم تنجح. استمرت بتأليف الأغاني، وكانت إحدى آخر نجاحاتها أغنية Crutches للمغني فارون يونغ في عام 1977.
أصدرت أندرسون ألبوما واحدا في الثمانينات بعنوان "My Last Rose" على تيودور ريكوردز، الذي تضمن أغاني أصلية وتقليد لأغاني معروفة. في منتصف التسعينيات، أنشأت أندرسون شركتها التسجيلية الخاصة، شوبوت ريكوردز. أصدرت ألبوم Cowgirl Way، وكان أول ألبوم لها منذ أكثر من عقد. كما سجلت ألبومًا لأغاني عيد الميلاد وألبوما آخر عن أغاني الأطفال، ومعظمها من تأليفها. في عام 2006، أصدرت لين أندرسون ألبومًا بعنوان "Cowgirl”، وهو مؤلف بالكامل من الأغاني التي ألفتها والدتها.

## الموت
توفي ليز أندرسون في ناشفيل يوم 31 أكتوبر 2011 بسبب مضاعفات أمراض القلب والرئة.

## وصلات خارجية
- الموقع الرسمي
- ليز أندرسون على موقع IMDb (الإنجليزية)
- ليز أندرسون على موقع ميوزك برينز (الإنجليزية)
- ليز أندرسون على موقع ديسكوغز (الإنجليزية)